# Вот, Остин
Остин Ли Вот (англ. Austin Lee Voth; 26 июня 1992, Редмонд, Вашингтон) — американский бейсболист, питчер клуба Главной лиги бейсбола «Балтимор Ориолс». На студенческом уровне выступал за команду Вашингтонского университета.

## Биография
Остин Вот родился 26 июня 1992 года в Редмонде в штате Вашингтон. Один из двух детей в семье. Он окончил старшую школу Кентвуд. В составе её бейсбольной команды в 2010 году Вот выиграл чемпионат штата и был признан самым ценным игроком лиги. В состав сборной звёзд лиги он был включён на позициях питчера и игрока первой базы.
После окончания школы он поступил в Вашингтонский университет. В 2011 году Вот дебютировал в бейсбольном турнире NCAA в качестве одного из питчеров стартовой ротации команды. В сезоне 2012 года он сыграл в 22 матчах и одержал семь побед, став лидером «Хаскис» по этому показателю. В летние месяца он выступал в студенческой Лиге Кейп-Код в составе команды «Брюстер Уайткэпс». В 2013 году Вот был лидером стартовой ротации команды, проведя на поле 105,1 иннингов с показателем пропускаемости 2,99. Сделанные им 98 страйкаутов стали вторым показателем в конференции Pac-12. В июне на драфте Главной лиги бейсбола он был выбран «Вашингтоном» в пятом раунде.
Профессиональную карьеру он начал в Лиге Галф-кост, сыграв 46  1/3 иннингов в составе «Хейгерстаун Санз» и одержав три победы при показателе пропускаемости 1,55. По ходу сезона 2014 года он преодолел три уровня фарм-системы клуба, поднявшись до AA-лиги. В 2015 году Вот сыграл 28 матчей в составе «Харрисберг Сенаторз». Весной 2016 года он впервые принял участие в сборах с основным составом «Нэшионалс», но сезон провёл в команде AAA-лиги «Сиракьюз Чифс», в 27 играх показав пропускаемость 3,15. В ноябре 2016 года его включили в расширенный состав «Вашингтона».
Сезон 2017 года сложился для Вота неудачно, в младших лигах он одержал четыре победы при двенадцати поражениях и пропускаемости 5,94. В 2018 году его показатели улучшились, в матчах за «Сиракьюз» показатель пропускаемости составил 4,37. В июле он дебютировал в Главной лиге бейсбола, но до конца регулярного чемпионата принял участие только в четырёх матчах, два из которых начал в роли стартового питчера. В сезоне 2019 года Вот провёл на поле 43,2 иннинга в девяти матчах с показателем пропускаемости 3,30. В октябре он был включён в состав клуба на игры Дивизионной и Чемпионской серий плей-офф против «Лос-Анджелес Доджерс» и «Сент-Луис Кардиналс», но не вошёл в заявку на Мировую серию.
Весной 2020 года Вот был переведён в буллпен, но после отказа Джо Росса от выступлений вернулся в стартовую ротацию. В сокращённом из-за пандемии COVID-19 регулярном чемпионате он сыграл в одиннадцати матчах, одержав две победы при пяти поражениях с показателем пропускаемости 6,34. В 2021 году он принял участие в 49 играх, его показатель ERA составил 5,34. Перед началом следующего Вот назывался одним из кандидатов на выставление на драфт отказов, так как у клуба уже не оставалось возможности напрямую перевести его в фарм-клуб.
Первую часть регулярного чемпионата 2022 года Вот провёл нестабильно. Он выходил на поле в 19 матчах в роли реливера, его пропускаемость в этих играх составила 10,13. В июне «Нэшионалс» выставили его на драфт отказов, после его питчер перешёл в «Балтимор Ориолс». Смена команды положительно сказалась на его эффективности. С момента перерыва на Матч всех звёзд и до октября пропускаемость Вота составляла всего 2,83. Этот показатель снизился только после матча с «Нью-Йорк Янкис», в котором он пропустил четыре рана за пять иннингов. В целом, приход Вота в «Балтимор» позволил стабилизировать стартовую ротацию команды, показавшей лучший результат с 2016 года.